# Hawks de Waterloo
Pour les articles homonymes, voir Waterloo (homonymie) et Hawks.
Les Hawks de Waterloo (en anglais : Waterloo Hawks) étaient une équipe de basket-ball des ligues National Basketball League, puis de National Basketball Association et enfin de National Professional Basketball League. Elle a disparu en 1951.

## Historique
Lors de la saison 1948-49, les Hawks de Waterloo évoluaient en NBL. La saison suivante, en NBA. En 1950-51, les Hawks de Waterloo ont joué en NPBL.

## Entraineurs successifs
L'équipe a eu deux entraineurs durant sa seule passée en NBA, en 1949-1950, Charley Shipp (en), 35 matchs disputés pour un bilan de 8 victoires et 27 défaites,  puis Jack Smiley (en), 11 victoires et 16 défaites. Le bilan de 19-43, soit 30,6 %, ne leur permit pas d'accéder aux play-offs.